# Eleanor Higginson
Eleanor Beatrice Higginson, geborene Ellis (* 19. April 1881 in Plaistow, London; † 8. Juni 1969 in Chichester, West Sussex) war eine englisch-britische Suffragette.

## Leben
Higginson wurde als Tochter von Alfred Leopold Ellis und Elizabeth Ellis (geborene Vernon) geboren. Ihr Vater war ein Seemann, der angeblich gerne zu viel trank. Die Familie zog nach Manchester und dann weiter nach Preston, wo sie als Lehrerin arbeitete. Higginson heiratete im Jahr 1905 und bekam fünf Kinder. Im Jahr 1910 eröffnete sie ein Naturkostgeschäft, das sie zehn Jahre lang führte.
Higginson wurde Mitglied der Labour Party, und wie viele andere weibliche Mitglieder wurde sie von Edith Rigby angesprochen, sich der Frauenwahlrechtskampagne der Women’s Social and Political Union (WSPU) anzuschließen. Rigby leitete Edith deren Prestoner Zweig. Higginson besuchte die Treffen, wollte sich aber zunächst nicht engagieren. Doch 1913 war Rigby untergetaucht, und der Zweig in Preston wurde daraufhin zunächst Beth Hesmondhalgh ehrenamtlich geleitet. Higginson übernahm im April 1914 das Amt der ehrenamtlichen Sekretärin. Im darauffolgenden Monat, am 21. Mai 1914, war Higginson mit anderen Suffragetten in einer Abordnung in London, um dem König das Anliegen vorzutragen, wo ihnen aber eine Audienz bei König Georg V. offiziell verweigert wurde. Bei den dabei auftretenden Auseinandersetzungen entstand ein Foto von Higginson, wie sie sich einer Verhaftung widersetzt.
Danach zielten die Suffragetten in einer gezielten Kampagne, zu der aus Southend-on-Sea zwei mit Steinen gefüllte Koffer geliefert wurden, auf Schaufenste in diversen Londoner Einkaufsstraßen. Viele wählten bekannte Gebäude, aber Higginson entschied sich für einen Pub, weil sie sich daran erinnerte, wie der Alkohol das Leben ihres Vaters bestimmt hatte. 67 Personen wurden verhaftet, darunter auch zwei Männer. Higginson wurde fälschlicherweise beschuldigt, in der Parliament Street Fenster eingeschlagen zu haben, und zu vier Monaten Gefängnis verurteilt.
Higginson trat in den Hungerstreik und wurde nach dem Cat and Mouse Act temporär entlassen, um sich nicht zwangsernähren zu müssen. So wurde wieder verhaftet und verbrachte einige weitere Tage im Gefängnis, bevor sie erneut vorübergehend freigelassen wurde. Ihre erneute Verhaftung wurde durch eine Generalamnestie verhindert, die die Regierung nach einem Stillhalteabkommen mit den Suffragetten zu Beginn des Krieges ausgehandelt hatte.
Higginson und Rigby organisierten ein Unternehmen zur Herstellung von Marmelade, um die Lebensmittelknappheit zu bekämpfen. Nach dem Krieg wandte sich Higginson der Kommunalpolitik zu. Sie wurde unter anderem Gemeinderätin und saß von 1940 bis 1945 als Vertreterin im Stadtrat von Preston.
Ihr Ehemann Arnold starb am 10. Juni 1938, und 1954 zog sie nach Bognor Regis, wo sie für den Rest ihres Lebens mit Beth Hesmondhalgh zusammenlebte. Higginson wurde 1968 in der BBC Radio 4's Woman's Hour über ihre Erfahrungen aus der Frauenwahlrechtskampagne interviewt.
Higginson starb im Alter von achtundachtzig Jahren im St Richard’s Hospital in Chichester.